# الزنج
الزنج (به عربی: الزنج) یک منطقهٔ مسکونی در بحرین است که در استان عاصمه (بحرین) واقع شده‌است.